# جراردو نوریگا
جراردو نوریگا (انگلیسی: Gerardo Noriega؛ زادهٔ ۱۰ مارس ۱۹۸۲) بازیکن فوتبال اهل اسپانیا است.
از باشگاه‌هایی که در آن بازی کرده‌است می‌توان به باشگاه فوتبال هرکولس، باشگاه فوتبال اسپورتینگ خیخون، و باشگاه خیمناستیک تاراگونا اشاره کرد.